# Conus wallangra
Conus wallangra é uma espécie de gastrópode do gênero Conus, pertencente à família Conidae.